# Eddy L. Harris
Eddy L. Harris, né en 1956, est un essayiste et documentariste américain. Il est notamment l'auteur d'un récit de son voyage en canoé sur plus de 4 000 km sur le Mississippi dans les années 1980, intitulé Mississipi Solo,  livre traduit en français en 2020.  
Ses écrits abordent principalement les questions d'identité afro-américaine.
Son deuxième livre, Native Stranger, récit critique de son voyage à travers l'Afrique, a déconcerté une partie de ses lecteurs. Harris a décrit la pauvreté et la corruption dont il a été témoin dans de nombreux endroits, ainsi que le désespoir qu'il a vu et ressenti parfois.
Son troisième livre, South of Haunted Dreams, s'appuie sur un voyage à moto en solitaire à travers le Sud profond.
Harris vit maintenant en France où il a reçu en 2007 le Prix du Livre de Poitou-Charentes pour Harlem. Son travail a été reconnu par le Centre national du livre, notamment pour Jupiter et Moi, un mémoire sur la vie d'un homme noir et de son fils. Il a également publié Paris en noir et noir (Liana Levi, 2009), une traduction de Paris Reflected in Black and White, traduit par Jean Guiloineau.
En 2014, Harris a réalisé un film documentaire sur son deuxième voyage en canoë sur le fleuve Mississippi, River to the Heart, présenté au Festival international du film de St. Louis. Dans une interview publiée sur le site Web de Bending Branches, Harris a décrit le film en déclarant qu'« Il voulait faire lui-même l'expérience puis montrer aux autres que quelle que soit notre couleur, plus nous nous connaissons, moins nous avons peur et plus nous pouvons être unis en tant que nation ».

## Influences littéraires
- James Baldwin
- Truman Capote
- John Steinbeck

## Livres en français
- Mississippi Solo, éditions Liana Levi, 2020.
- Harlem, 2007., 1996 (sélectionné comme « Livre remarquable de 1997 » par The New York Times)
- Jupiter et Moi, 2005.
- Paris en noir et noir, 2009.
- Le Mississipi dans la peau, 2021.
- Confession américaine, 2024.

## Films
- 2017 : River to the Heart, gagnant du meilleur documentaire du Ozark Foothills FilmFest 2018 (site Internet)